# Christian Benteke
Christian Benteke (Kinshasa, 1990. december 3.) belga válogatott labdarúgó, az amerikai DC United csatára és csapatkapitánya.

## Sportpályafutása
Benteke a JS Pierreusse csapatánál kezdett el focizni, innen igazolt a belga élcsapat Genk akadémiájára. Itt mutatkozott be a felnőttek között. A Standard Liége volt pályája következő állomása, ahonnan többször kölcsönadták, előbb a Kortrijk, majd a Mechelen csapatának. A Mechelennél mutatott teljesítményére 2011-ben újra leigazolta a Genk. Innen az Aston Villa vette meg, ahol kiszorította a korábbi angol válogatott Darren Bent-et, és csapat házi gólkirálya lett, 19 góllal.

## Statisztika
2018. április 28-án frissítve
| Klub                  | Szezon           | Bajnokság          | Bajnokság       | Kupa  | Kupa            | Ligakupa | Ligakupa        | Nemzetközi | Nemzetközi      | Egyéb | Egyéb           | Összes | Összes |
| Klub                  | Szezon           | Bajnokság          | Pályára lépések | Gólok | Pályára lépések | Gólok    | Pályára lépések | Gólok      | Pályára lépések | Gólok | Pályára lépések | Gólok  |        |
| --------------------- | ---------------- | ------------------ | --------------- | ----- | --------------- | -------- | --------------- | ---------- | --------------- | ----- | --------------- | ------ | ------ |
| Genk                  | 2007–2008        | Belgian Pro League | 7               | 1     | 0               | 0        | —               | —          | 0               | 0     | 7               | 1      |        |
| Genk                  | 2008–2009        | Belgian Pro League | 3               | 0     | 0               | 0        | —               | —          | 0               | 0     | 3               | 0      |        |
| Genk                  | összesen         | összesen           | 10              | 1     | 0               | 0        | —               | —          | 0               | 0     | 10              | 1      |        |
| Standard Liège        | 2008–2009        | Belgian Pro League | 9               | 3     | 0               | 0        | —               | —          | 2               | 0     | 11              | 3      |        |
| Standard Liège        | 2009–2010        | Belgian Pro League | 5               | 0     | 0               | 0        | —               | —          | 0               | 0     | 5               | 0      |        |
| Standard Liège        | 2010–2011        | Belgian Pro League | 4               | 0     | 0               | 0        | —               | —          | 5               | 0     | 9               | 0      |        |
| Standard Liège        | összesen         | összesen           | 18              | 3     | 0               | 0        | —               | —          | 7               | 0     | 25              | 3      |        |
| Kortrijk (kölcsönben) | 2009–2010        | Belgian Pro League | 34              | 14    | 4               | 2        | —               | —          | 0               | 0     | 38              | 16     |        |
| Mechelen (kölcsönben) | 2010–2011        | Belgian Pro League | 18              | 6     | 2               | 1        | —               | —          | 0               | 0     | 20              | 7      |        |
| Genk                  | 2011–2012        | Belgian Pro League | 32              | 16    | 1               | 0        | —               | —          | 0               | 0     | 33              | 16     |        |
| Genk                  | 2012–2013        | Belgian Pro League | 5               | 3     | 0               | 0        | —               | —          | 3               | 1     | 8               | 4      |        |
| Genk                  | összesen         | összesen           | 37              | 19    | 1               | 0        | —               | —          | 3               | 1     | 41              | 20     |        |
| Aston Villa           | 2012–2013        | Premier League     | 34              | 19    | 0               | 0        | 5               | 4          | 0               | 0     | 39              | 23     |        |
| Aston Villa           | 2013–2014        | Premier League     | 26              | 10    | 1               | 0        | 1               | 1          | 0               | 0     | 28              | 11     |        |
| Aston Villa           | 2014–2015        | Premier League     | 29              | 13    | 5               | 2        | 0               | 0          | 0               | 0     | 34              | 15     |        |
| Aston Villa           | összesen         | összesen           | 89              | 42    | 6               | 2        | 6               | 5          | 0               | 0     | 101             | 49     |        |
| Liverpool             | 2015–2016        | Premier League     | 29              | 9     | 4               | 0        | 2               | 0          | 7               | 1     | 42              | 10     |        |
| Liverpool             | összesen         | összesen           | 29              | 9     | 4               | 0        | 2               | 0          | 7               | 1     | 42              | 10     |        |
| Crystal Palace        | 2016–2017        | Premier League     | 36              | 15    | 2               | 2        | 2               | 0          | 0               | 0     | 40              | 17     |        |
| Crystal Palace        | 2017–18          | Premier League     | 29              | 3     | 0               | 0        | 0               | 0          | 0               | 0     | 29              | 3      |        |
| Crystal Palace        | Összesen         | Összesen           | 65              | 18    | 2               | 2        | 2               | 0          | 0               | 0     | 69              | 20     |        |
| Karrier összesen      | Karrier összesen | Karrier összesen   | 300             | 112   | 19              | 7        | 10              | 5          | 17              | 2     | 346             | 126    |        |

### Válogatottban
2017. március 28-án frissítve
| Válogatott | Évek     | Pályára lépések | Gólok |
| ---------- | -------- | --------------- | ----- |
| Belgium    | 2010     | 3               | 0     |
| Belgium    | 2012     | 6               | 4     |
| Belgium    | 2013     | 8               | 2     |
| Belgium    | 2014     | 3               | 0     |
| Belgium    | 2015     | 5               | 1     |
| Belgium    | 2016     | 6               | 3     |
| Belgium    | 2017     | 1               | 2     |
| Összesen   | Összesen | 32              | 12    |

### Válogatott góljai
2017. március 28. szerint.
| #   | Időpont             | Helyszín                                                 | Ellenfél         | Állás | Végeredmény | Kiírás               |
| --- | ------------------- | -------------------------------------------------------- | ---------------- | ----- | ----------- | -------------------- |
| 1.  | 2012. augusztus 15. | Baldvin király Stadion, Brüsszel fővárosi régió, Belgium | Hollandia        | 1 – 0 | 4 – 2       | Barátságos           |
| 2.  | 2012. október 12.   | Baldvin király Stadion, Brüsszel fővárosi régió, Belgium | Szerbia          | 1 – 0 | 3 – 0       | 2014-es vb-selejtező |
| 3.  | 2012. október 16.   | Rajko Mitić Stadion, Belgrád, Belgium                    | Skócia           | 1 – 0 | 2 – 0       | vb-selejtező         |
| 4.  | 2013. május 29.     | FirstEnergy Stadium, Cleveland, Egyesült Államok         | Egyesült Államok | 2 – 1 | 4 – 2       | Barátságos           |
| 5.  | 2013. május 29.     | FirstEnergy Stadium, Cleveland, Egyesült Államok         | Egyesült Államok | 4 – 1 | 4 – 2       | Barátságos           |
| 6.  | 2015. március 28.   | Baldvin király Stadion, Brüsszel fővárosi régió, Belgium | Ciprus           | 2 – 0 | 4 – 0       | 2016-os Eb           |
| 7.  | 2016. október 10.   | Algarve Stadion, Faro/Loulé, Portugália                  | Gibraltár        | 1 – 0 | 6 – 0       | 2018-as Vb selejtező |
| 8.  | 2016. október 10.   | Algarve Stadion, Faro/Loulé, Portugália                  | Gibraltár        | 3 – 0 | 6 – 0       | 2018-as Vb selejtező |
| 9.  | 2016. október 10.   | Algarve Stadion, Faro/Loulé, Portugália                  | Gibraltár        | 5 – 0 | 6 – 0       | 2018-as Vb selejtező |
| 10. | 2017. március 28.   | Fisht Olympic Stadium, Szocsi, Oroszország               | Oroszország      | 1 – 2 | 3 – 3       | Barátságos           |
| 11. | 2017. március 28.   | Fisht Olympic Stadium, Szocsi, Oroszország               | Oroszország      | 1 – 3 | 3 – 3       | Barátságos           |

## Sikerei, díjai

### Klub
- Standard Liége
  - Belga bajnok: 2008–09

### Egyén
- Premier League – A hónap játékosa díj: 2015 április[3]
- MLS All-Stars: 2023, 2024
- MLS gólkirálya: 2024[4] (23 góllal)